# 碘伏

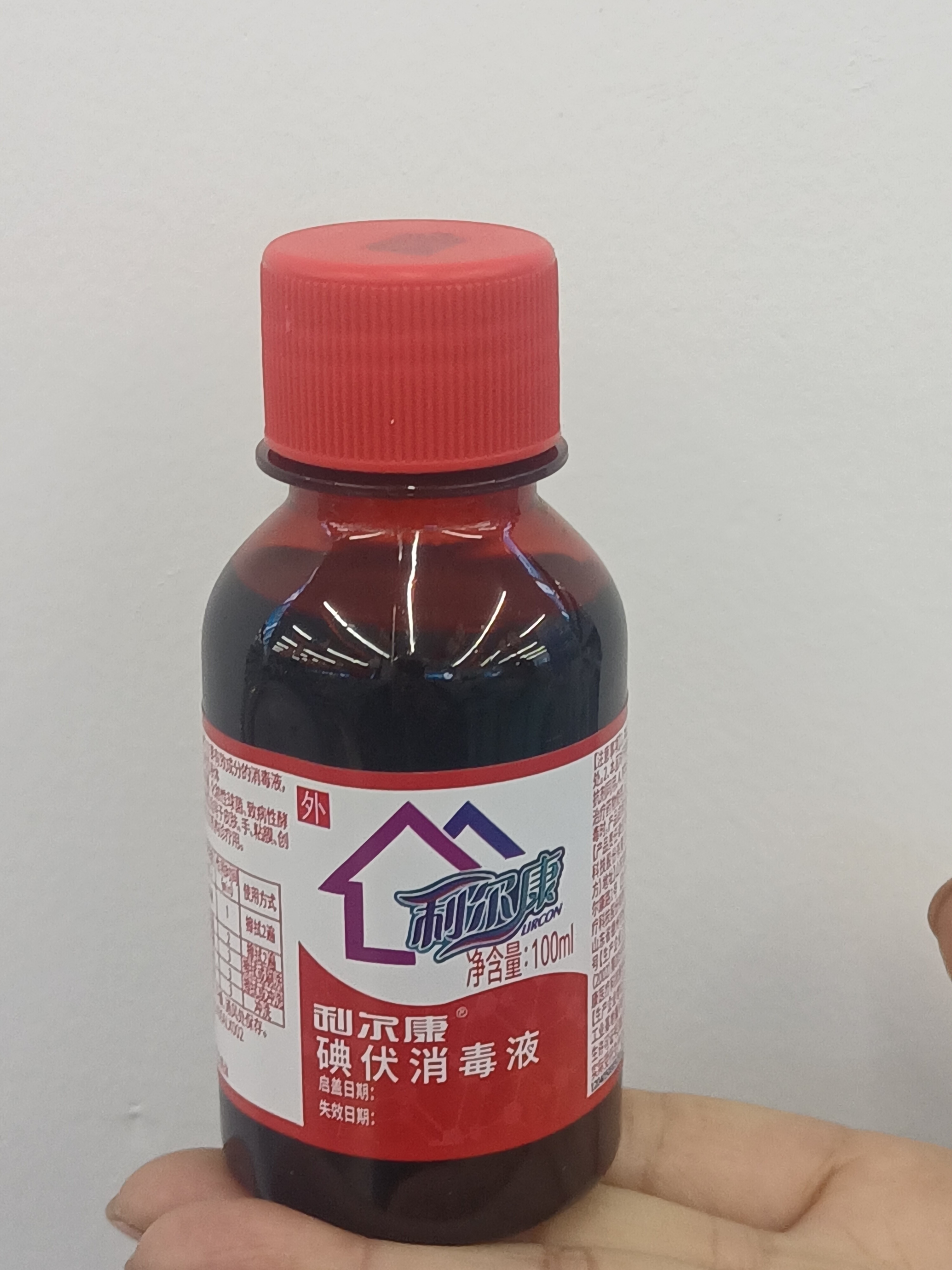
医用碘伏

碘伏又称碘附、碘递体、碘载体、帶碘化合物，是一种含有碘与增溶剂（如表面活性剂或水溶性聚合物）络合的制剂；例如碘与聚维酮（一种水溶性聚合物，作为碘的载体）形成聚维酮碘就是一种碘伏。络合的结果是一种水溶性物质，在溶液中释放游离碘。碘伏是通过碘与增溶剂混合制备的；热可用来加速此反应。
稀释的碘伏经常被酿酒师和葡萄酒酿造商用来给设备和瓶子消毒。